# ماریا لنک
ماریا لنک (پرتغالی: Maria Lenk؛ ۱۵ ژانویه ۱۹۱۵ - درگذشته ۱۶ آویل ۲۰۰۷) یک شناگر اهل برزیل بود.
وی در مسابقات شنای قورباغه بازی‌های المپیک تابستانی ۱۹۳۲ و ۱۹۳۶ شرکت کرده است.

## رکوردهای جهانی
| Pool | Age Group | زمان    | رویداد          | تاریخ          |
| ---- | --------- | ------- | --------------- | -------------- |
| LC   | 90-94     | 1:25.91 | ۵۰ متر قورباغه  | ۱۸ دسامبر ۲۰۰۵ |
| LC   | 90-94     | 3:12.88 | ۱۰۰ متر قورباغه | ۱۵ اوت ۲۰۰۵    |
| LC   | 90-94     | 6:57.76 | ۲۰۰ متر قورباغه | ۱۵ اوت ۲۰۰۵    |
| SC   | 85-89     | 2:29.90 | ۱۰۰ متر قورباغه | ۹ آوریل ۲۰۰۰   |
| SC   | 90-94     | 6:37.73 | ۲۰۰ متر قورباغه | ۲۱ آوریل ۲۰۰۵  |